# Pedro Samayoa
Pedro Samayoa es futbolista guatemalteco. Nació el 25 de julio de 1985 y se desempeña como volante creativo en el Club Social y Deportivo Chiquimulilla.

## Historia
Nacido en la cantera del CSD Municipal, jugó a préstamo con el equipo de Mixco de la Primera División del Fútbol Guatemalteco
regreso un par de temporadas al club que lo vio nacer el CSD Municipal pero no tuvo mucha regularidad, pasando a jugar para el deportivo mictlan donde mantuvo la titularidad.
El 11 de diciembre de 2013 es contratado por Xelajú M.C. para la temporada 2014.

## Clubes
| Club                              | País      | Año           |
| --------------------------------- | --------- | ------------- |
| Deportivo Mixco                   | Guatemala | 2006 - 2009   |
| Club Social y Deportivo Municipal | Guatemala | 2009 - 2013   |
| Deportivo Mictlán                 | Guatemala | 2013 - 2013   |
| Xelajú M.C.                       | Guatemala | 2013 - 2015   |
| Universidad de San Carlos         | Guatemala | 2015 - 2016   |
| Deportivo Petapa                  | Guatemala | 2016 - 2018   |
| CSD Municipal                     | Guatemala | 2018-presente |

### Campeonatos nacionales
| Título                               | Club                              | País      | Año  |
| ------------------------------------ | --------------------------------- | --------- | ---- |
| Liga Nacional de Fútbol de Guatemala | Club Social y Deportivo Municipal | Guatemala | 2009 |
| Liga Nacional de Fútbol de Guatemala | Club Social y Deportivo Municipal | Guatemala | 2010 |
| Liga Nacional de Fútbol de Guatemala | Club Social y Deportivo Municipal | Guatemala | 2011 |

- Datos: Q6070108